# Basco, Batanes
Basco (còn gọi là Santo Domingo de Basco) là một đô thị cấp năm ở tỉnh Batanes, Philippines.
Theo điều tra dân số năm 2015, đô thị này có dân số 8.579 người trong.

## Các đơn vị hành chính
Basco, về mặt hành chính, được chia thành 6 khu phố (barangay).
- Ihuvok II (Kayvaluganan)
- Ihuvok I (Kaychanarianan)
- San Antonio
- San Joaquin
- Chanarian
- Kayhuvokan